# Diaphus subtilis
Diaphus subtilis és una espècie de peix marí de la família dels mictòfids i de l'ordre dels mictofiformes.
Els adults poden assolir 8,5 cm de longitud total. Assoleix la maduresa sexual quan arriba als 7 cm de longitud. És un peix marí d'aigües profundes que viu entre 40-750 m de fondària.
Es troba a l'Atlàntic oriental (des del Sàhara Occidental fins a Mauritània) i a l'Atlàntic occidental (des dels Estats Units fins a l'Argentina).